# کوهنوردی
کوهنوردی ورزشی است که در آن با استفاده از ابزار ویژه از کوه بالا می‌روند برای دست یافتن بر ارتفاعات و قلل آن.

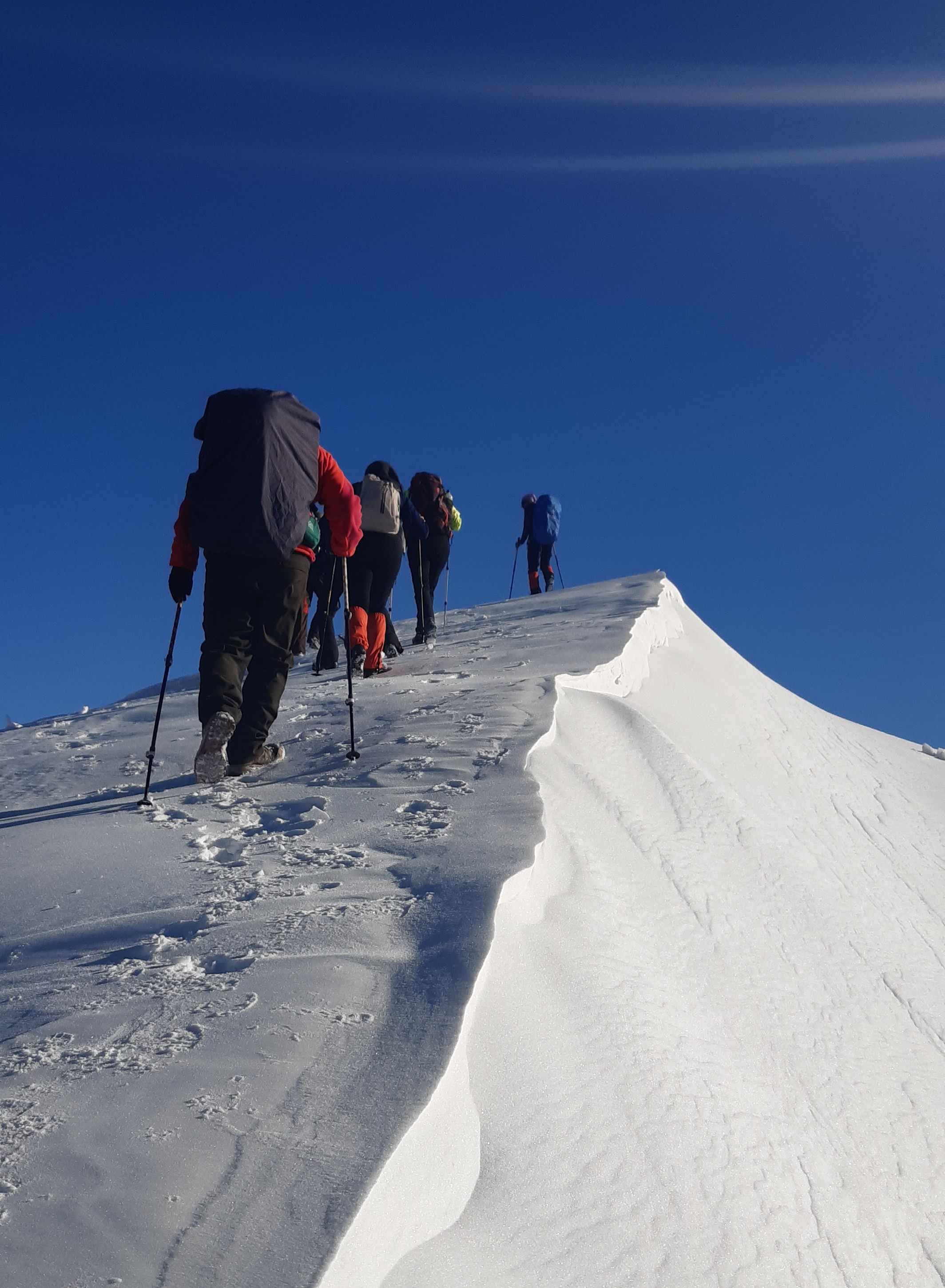
کوهنوردان در یک صعود زمستانه

برخلاف بسیاری از ورزش‌ها، کوهنوردی قوانین جهانی مدون و تعریف همه‌پذیر ندارد. برای مثال فدراسیون بین‌المللی کوهنوردی تعریفی از این ورزش به دست نمی‌دهد. فدراسیون کوهنوردی و صعودهای ورزشی ایران، در تعریف کوهنوردی می‌گوید ارتفاع مناطق پیموده شده باید بالاتر از ۱۸۰۰ متر از سطح آبهای آزاد باشد؛ کوه‌پیمایی نیز از ارتفاع ۱۸۰۰متر تا ارتفاع ۳۰۰۰ متر تعریف شده‌است. اما منابع دیگر ارتفاع مشخصی را برای کوهنوردی تعیین نمی‌کنند. همچنین فدراسیون کوهنوردی ایران، کوهنوردی را فعالیتی حرفه‌ای و کوه‌پیمایی را مختص افراد آماتور دانسته‌است. البته این شرط چندان با واقعیت تطابق ندارد؛ زیرا بسیاری از کوهنوردان قَدَر و نامدار ایرانی، این رشته را حرفهٔ خود قرار نداده‌اند و نمی‌توان آن‌ها را حرفه‌ای دانست بلکه همگی آماتور محسوب می‌شوند زیرا درآمد اصلی آنها از راه کوهنوردی نیست. اصولاً در دنیا نیز کسب درآمد به عنوان قهرمان کوهنوردی چندان مطرح نیست.

## تاریخچه
آثار حضور انسان در کوهستان از دوره پیشاتاریخ وجود دارد. کهن‌ترین آنها، اوتسی، یک مومیایی طبیعی مربوط به ۳۳۰۰ سال پیش از میلاد مسیح است که در منطقه آلپ اوتستال پیدا شده‌است. در متون تاریخی نیز شواهد زیادی از کوهنوردی یافت می‌شود که به منظور کشورگشایی، زیارتهای مذهبی، جهانگردی و… انجام شده‌اند. اما می‌توان گفت کوهنوردی به عنوان ورزش، در سال ۱۷۸۶، با اولین صعود ثبت شده به قله مون‌بلان شروع شد. سپس، در قرن نوزدهم میلادی، ورزش کوهنوردی گسترش بیشتری پیدا کرد. برای نمونه در سال ۱۸۵۷ اولین کلوپ کوهنوردی در لندن تأسیس شد که سرآغازی بود برای آنچه به عنوان سالهای طلایی کوهنوردی (۶۵–۱۸۵۷) شناخته می‌شود چرا که بسیاری از قله‌های مهم رشته کوه آلپ برای اولین بار در این دوره فتح شدند. پس از این دوره، کوهنوردی شکل امروزی خود را گرفت یعنی همراهی راهنمایان حرفه‌ای و استفاده از ابزار و تکنیکهای ویژه کوهنوردی، امری متداول شد. در سالهای پایانی همین قرن بود که تلاش برای صعود به قله‌های هیمالیا نیز آغاز شد.
کوهنوردی در ایران نیز به زمان باستان برمی‌گردد. هرودوت در کتاب خود حوادث نبرد ترموپیل (سال ۴۸۰ پیش از میلاد) و لشکرکشی خشایارشا به یونان را توصیف می‌کند. در این جنگ، تنگه ترموپیل در دست ارتش اسپارت بود اما لشکر پارس با بالا رفتن از کوه‌های مشرف به تنگه (با حداکثر ۶۵۰ متر ارتفاع از سطح دریا)، اسپارتی‌ها را دور زد و پشت سر سپاه دشمن درآمد. البته طبق سنگ‌نگارهٔ آرامگاه خشایارشا در نقش رستم، سربازان لشکر پارس از همه اقوامِ زیر سلطه امپراطوری ایران بسیج شده بودند و مشخص نیست کدام قسمت سپاه در این عملیات شرکت داشتند. ابودلف نیز در سفرنامه‌اش (سال ۳۴۱ هجری قمری یا ۳۳۱ هجری خورشیدی) از تلاش ناموفق خود برای صعود به قله دماوند سخن گفته‌است که برای آشنایی با جغرافیا و کانی‌های منطقه انجام داده بود. در کتاب خداوند الموت نیز از کوه‌پیمایانی یاد می‌شود که در قرن پنجم هجری قمری در قهستان پیش قراول جنگ در مناطق کوهستانی بودند. (به این کتاب انتقادات بسیاری وارد است؛ از جمله تحریف تاریخ توسط مترجم و ساختگی بودن نام نویسنده آن؛ بنابراین نمی‌توان آن را منبع تاریخی قابل استنادی به‌شمار آورد). در سال ۱۲۳۶ خورشیدی (زمان سلطنت ناصرالدین شاه) یک تیم چهار نفرهٔ ایرانی (سرهنگ توپخانه محمد صادق خان قاجار، مصطفی خان یاور توپخانه، میرزا فتح‌الله پسر نصیرالملک وزیر اوقاف و عسگر خان برادر صاحب جمع) صعودی اکتشافی به قله دماوند داشتند که شرح آن در روزنامه وقایع اتفاقیه نیز چاپ شد.
اما در سده ۱۴ هجری خورشیدی بود که «ورزش کوهنوردی» در ایران پا گرفت. شاهد این ادعا رخدادهایی است چون: چندین صعود به دماوند، توچال، علم‌کوه و سبلان در دهه ۱۳۱۰، ظهور کوهنوردان نامداری مانند محمود اجل، کیغام میناسیان و محمدکاظم گیلانپور، تأسیس باشگاه‌های کوهنوردی مانند باشگاه کوهنوردی عباس‌آباد تبریز (۱۳۱۹)، باشگاه حزب پیکار (بعدها باشگاه نیرو و راستی) (۱۳۲۲)، باشگاه کوهنوردی و اسکی افسران ارتش (۱۳۲۲)، انتشار هفته‌نامه ورزشی نیرو و راستی (۱۳۲۲) توسط منوچهر مهران، ساخت اولین جانپناه کوهنوردی ایران در اسپیدکمر (۱۳۲۶)، تأسیس فدراسیون کوهنوردی و اسکی ایران (۱۳۲۷) (با نام کنونی فدراسیون کوهنوردی و صعودهای ورزشی جمهوری اسلامی ایران).
مدارک موجود نشان می‌دهد که زنان نیز در همین سالها پابه‌پای مردان کوهنوردی را به‌طور جدی شروع کردند. برای مثال در خرداد ماه ۱۳۱۵ «مجله نیرو و راستی» گزارش داده‌است که گروهی آلمانی به هنگام صعود توچال، ملوک تیموری را بر قله دیده‌اند و از او عکسی گرفتند تا برای چاپ در نشریه‌ای آلمانی بفرستند. او اولین زن ایرانی است که یک دهه بعد (در سال ۱۳۲۵)، قله دماوند را صعود کرد. سپس در سال ۱۳۲۷ روح‌انگیز حکیمی به قله ۶۵۰۰ متری پوکادله در رشته کوه هیمالیا صعود کرد.
به این ترتیب، ورزش کوهنوردی در ایران رشد سریعی داشت و امروزه همچنان محبوب مانده‌است.

## لوازم کوهنوردی
با توسعه ورزش کوهنوردی ابزار و لوازم مخصوص آن نیز به بازار آمد. شاید اساسی‌ترین وسیله کوهنوردی کفش کوه باشد زیرا کوهنوردی و کوه‌پیمایی بدون آن توصیه نمی‌شود. کفشهای کوهنوردی ابتدایی تنها برای حفاظت پاها در محیط خشن کوهستان ساخته می‌شدند و هدف اصلی آنها حفظ گرما، ایجاد اصطکاک مناسب با سطوح و حفاظت پا در پهنه‌های خشن بود. امروزه علاوه بر این اهداف شکل طبیعی پا هم در نظر گرفته می‌شود تا کفش راحتتر باشد. به علاوه با توجه به مواد جدیدی که بر پایه پلاستیک ساخته می‌شوند، تولیدکنندگان توانسته‌اند وزن کفشها و به‌طور کلی وسایل کوهنوردی را به اندازه قابل ملاحظه‌ای کاهش دهند.
وسیله مهم بعدی کوله کوهنوردی است که برای توزیع درست وزن بر بدن طراحی می‌شود تا موجب خستگی و آسیب‌دیدگی کوهنورد نشود. همچنین باتوم کوهنوردی نیز بسیار مرسوم است تا از فشار بیش از حد به زانوها جلوگیری شود. علاوه بر اینها بسته به نوع صعود (سنگنوردی، دره‌نوردی، کوه‌پیمایی،...)، فصل سال، ارتفاع صعود و طول مدت حضور در کوهستان، وسایل دیگری به همراه برده می‌شود؛ مانند انواع لوازم فنی (طناب، کارابین، کلنگ،...)، لباس گرم (از جنس گورتکس، پلار، پشم)، وسایل مسیریابی (نقشه، قطب‌نما، GPS)، وسایل حفاظت از تابش آفتاب (کلاه، کرم ضدآفتاب، لباس مناسب)، دارو و جعبه کمک‌های اولیه، وسایل شبمانی (چادر، کیسه‌خواب)، کیت بقا.

## تشکیلات کوهنوردی
از آن‌جایی که کوهنوردی انفرادی به خصوص در مسیرهای کم‌تردد خطرات زیادی دارد، کوهنوردان به صورت گروهی این ورزش را انجام می‌دهند. به همین دلیل معمولاً گروه‌های کوهنوری تشکیل می‌شود. در بیشتر شهرهای ایران نیز چندین گروه کوهنوردی وجود دارد.
پس از تأسیس وزارت ورزش و جوانان فدراسیون کوهنوردی و هیئت‌های کوهنوردی استانی زیر نظارت این وزارتخانه قرار گرفتند. در سال ۱۳۹۵ نیز فدراسیون کوهنوردی، گروه‌های کوهنوردی را موظف کرد به صورت رسمی از وزارت ورزش مجوز تأسیس باشگاه دریافت کنند. تا قبل از این، عنوان‌های گروه کوهنوردی یا باشگاه کوهنوردی یا کلوپ تنها یک نام بود که به سلیقه بنیان‌گذاران برگزیده می‌شد، اما هم‌اکنون باشگاه‌های کوهنوردی مجوز رسمی دارند در حالی که گروه‌های کوهنوردی مجوز ندارند. قانوناً، باشگاه‌ها موظف هستند اعضای حاضر در هر برنامه را بیمه کنند و یک مربی رسمی به ازای هر ۱۲ نفر شرکت‌کننده با گروه همراه باشد. گفته می‌شود اگر در جریان برنامه‌ای حوادث مرگبار یا منجر به مجروحیت رخ دهد، سیستم جدید باعث می‌شود مسائل قانونی در دادگاه بهتر قابل پیگیری باشد. این که چنین قوانینی چقدر در باشگاه‌ها رعایت می‌شود و چقدر در روند پرونده‌های قضایی حوادث کوهستان تأثیرگذار بوده، هنوز بررسی نشده‌است.
هم‌اکنون فدراسیون کوهنوردی ایران کلاس‌های عملی و نظری بسیاری برگزار می‌کند و مربیان رشته‌های کوهنوردی تنها با گذراندن این دوره‌ها و دریافت مدرک از فدراسیون می‌توانند به‌طور رسمی مربیگری کنند. باشگاه‌های کوهنوردی نیز موظف هستند حداقل یک مربی مرد و یک مربی زن داشته باشند تا مجوز تأسیس بگیرند.
در سطح جهانی فدراسیون بین‌المللی کوهنوردی شناخته شده‌ترین تشکیلات مربوط به ورزش‌های کوهستانی است. این فدراسیون در ۲۷ اوت ۱۹۲۳ با هدف اشاعه کوهنوردی ایمن و پایدار در فرانسه آغاز به کار کرد و امروزه در شهر برن سوییس مستقر است. این فدراسیون از ۸۹ کشور دنیا از جمله ایران عضو دارد. بیشتر اعضای فدراسیون بین‌المللی کوهنوردی باشگاه‌های فعال در کشورها هستند اما از ایران تنها فدراسیون کوهنوردی و صعودهای ورزشی در آن عضو است. این نهاد بیشتر در زمینه صدور گواهینامه ایمنی برای ابزار فنی کوهنوردی و آیین‌نامه‌های حفظ امنیت صعود فعال است. گذشته از این چندین کلوپ معتبر و سابقه‌دار نیز در سطح جهانی فعالیت می‌کنند که عضو فدراسیون بین‌المللی نیستند؛ مانند فدراسیون کوهنوردی و ورزشهای کوهستانی فرانسه و کوهنوردان که باشگاهی است در ایالت واشینگتن ایالات متحده آمریکا.

## شب‌مانی

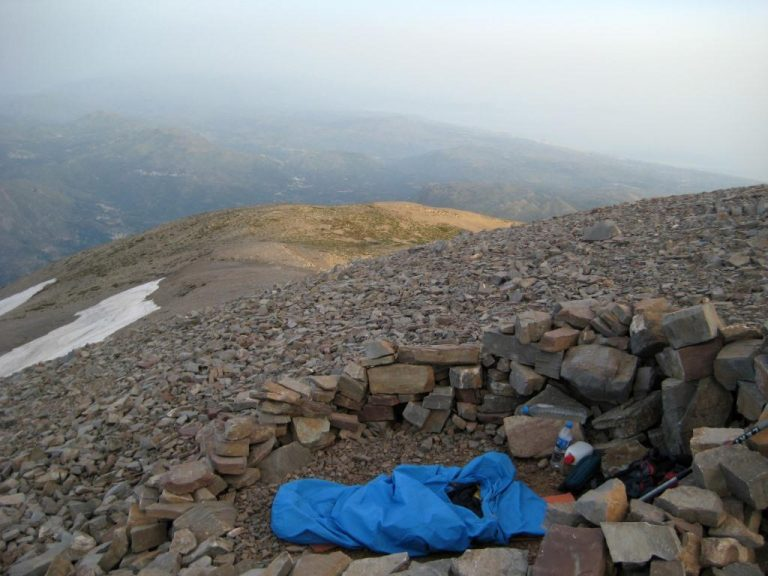
بیواک

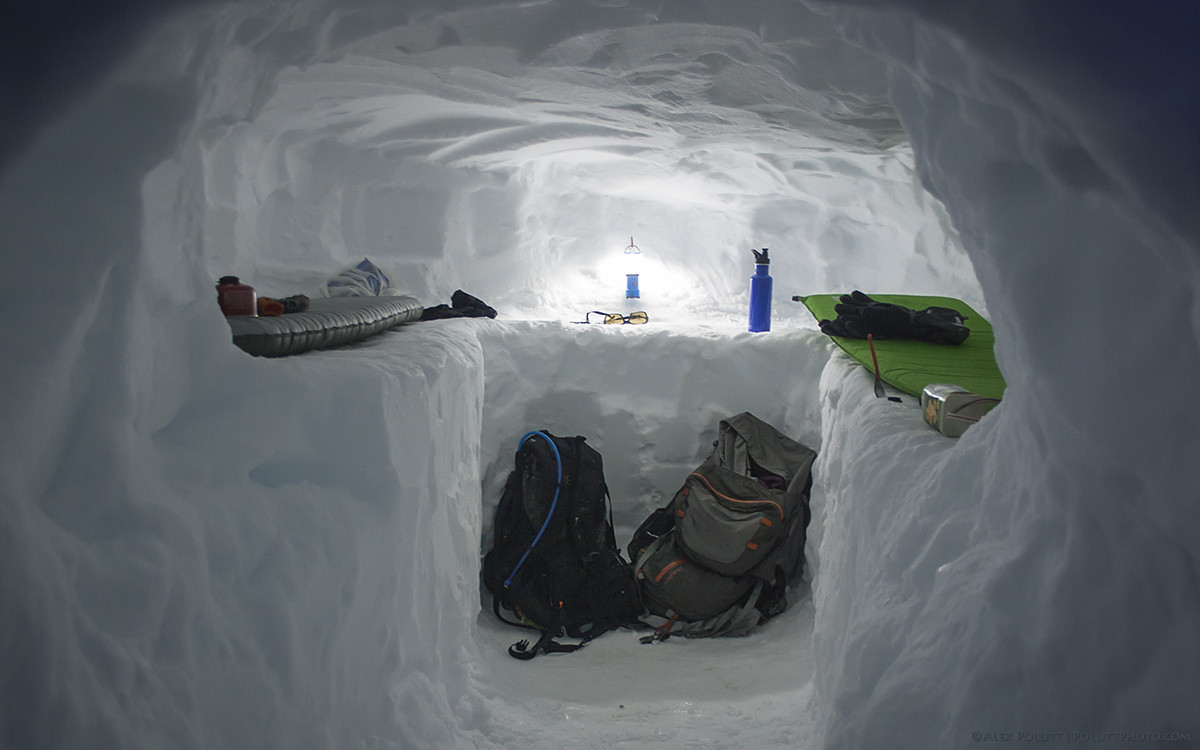
غار برفی

برنامه‌هایی که مسیرهای طولانی دارند (چه در دامنه‌ها و چه بر دیواره‌ها) باید چند روزه پیموده شوند و ناچار باید تمهیداتی برای شب‌مانی در برنامه در نظر گرفته شود. ابتدایی‌ترین روش شب‌مانی بیواک است یا سرپناهی که معمولاً در کنار عوارض طبیعی مناسب ساخته می‌شود و در ساخت آن از مصالح و ابزار در دسترس استفاده می‌شود. در صعودهای زمستانی در صورت وجود برفِ مناسب، غار برفی نیز ساخته می‌شود. دیگر وسیله شب‌مانی، چادر کوهنوردی است که امروزه برای کاربردها و فصول مختلف با تنوع بسیار در بازار یافت می‌شود.
در بسیاری از مسیرهای کوهستانی ساختمان‌هایی برای شب‌مانی ساخته می‌شود. در اروپا شبکه گسترده‌ای از کلبه‌های کوهستانی وجود دارد که بیشتر در تابستان‌ها بهره‌برداری می‌شوند و کارکنان خدماتی یا داوطلبان آن‌ها را اداره می‌کنند. در زمستان‌ها بسیاری از این کلبه‌ها بسته هستند یا کسی در آنها خدمات ارائه نمی‌دهد. امکانات کلبه‌ها ابتدایی است. معمولاً میزی در میان کلبه قرار دارد و در اطراف آنها فضاهایی با تخت برای خوابیدن وجود دارد. در آمریکای شمالی بیشتر کلبه‌ها مسئولین خدماتی ندارند. این کلبه‌ها باید در ازای مبلغی از قبل رزرو شوند. در نپال که با وجود رشته کوه هیمالیا کوهنوردان بسیاری به آن سفر می‌کنند، محل‌های شب‌مانی، نسبت به تعداد متقاضی، گسترش مناسبی ندارد، از این رو در سال ۲۰۱۵ مسابقه‌ای برای طراحی کلبه‌های کوهستانی اجرا شد.
در کوهستان‌های ایران دو نوع سازه شبمانی ساخته می‌شود. یکی جان‌پناه‌ها که اطاق‌های کوچک سنگی یا فلزی هستند و به جز ایجاد سرپناه، امکانات دیگری ندارند، مانند جان‌پناه شروین یا جان‌پناه توچال. بنا بر این است که درِ جان‌پناه باز باشد تا هر کسی بتواند از آن استفاده کند. نوع دوم یا پناهگاه‌های کوهستان، ساختمانهای مجهزتری هستند که کارمندان خدماتی دارند و به جز محل شب‌مانی، تخت، رختخواب، امکان ارائه کمک‌های اولیه و بوفه هم دارند، مانند بارگاه سوم دماوند یا پناهگاه شیرپلا. پناهگاه‌ها تحت نظارت فدراسیون کوهنوردی ایران هستند و باید از قبل رزرو شوند.

## خطرات کوهنوردی
در کوهنوردی خطرات به دو دسته تقسیم می‌شوند:
1. خطرات پیرامونی (OBJECTIVE HAZARDS)
2. خطرات شخصی (SUBJECTIVE HAZARDS)

اصولاً برای بررسی و تحلیل یک حادثه کوهنوردی ابتدا سعی می‌کنند در سطح کلان مشخص شود این حادثه جزو کدام دسته است بعد به بررسی‌های فاکتورهای آن می‌پردازند. فرضاً مرگ یک کوهنورد در بهمن. درست است که بهمن جزو خطرات پیرامونی است ولی اگر آن کوهنورد می‌دانسته که آن شیب بهمن خیز است بارش برف هم انجام شده اما باز قصد عبور از بهمن را داشته باشد. علت اصلی اتفاق جزو خطرات شخصی طبقه‌بندی می‌شود.
کوه‌گرفتگی یا ارتفاع زدگی
حالتی که در اثر افزایش ارتفاع و فعالیت شدید بدنی در شخص به‌وجود می‌آید.
مهم‌ترین علائم کوه گرفتگی عبارتند از:
1. از دست دادن اشتها
2. افزایش غیرطبیعی ضربان قلب و دم و بازدم
3. تنگی نفس
4. اختلال در سیستم گوارشی
5. قرمز شدن چشم‌ها
6. عدم تمرکز حواس
7. کاهش بینایی و شنوایی
8. تنفس شین ستوکی (chyne-stoke) که علامت ارتفاع زدگی حاد است؛ تنفس به یک‌باره شدید شده و بعد از چند ثانیه به حالت اول برمی‌گردد.

بهمن
با گرم شدن هوا، و با توجه به برف‌های سنگینی که درگذشته در ارتفاعات می‌نشیند احتمال بروز بهمن‌های خطرناک هم شدت پیدا می‌کند. پس لازم است که اگر در روزهای پایانی زمستان پا به ارتفاعات و حتی دره‌های کم‌ارتفاع هم می‌گذاریم، تمام جوانب احتیاط را رعایت کنیم. مهم‌ترین موضوع این است که تنها به کوه نرویم و با افراد با تجربه همراه شویم. باید بدانیم که میزان زیاد برف، تغیرات درجه حرارت که باعث ذوب شدن برف‌ها شود و وجود لایه‌های ضعیف و شیب بالای ۴۵ درجه باعث بروز بهمن می‌شود. از مسیر شیب‌های بهمنی نباید عبور کرد و اگر مجبور به عبور از زیر این شیبها شدیم باید بدون به هم زدن آرامش کوهستان، هر چه سریعتر و با چشمان باز عبور کنیم. اگر شواهد حاکی از بروز بهمن بود هر چه سریعتر باید به کناری فرار کرد و با فریاد همه را آگاه کرد. و اما اگر در بهمن گیر کردیم، باید از ورود برف به دهان و بینی جلوگیری کرده و فاصله‌ای را با یکی از دست‌ها در جلوی دهان برای تنفس در نظر بگیریم و با دست دیگر سعی کنیم خود را به سطح بکشانیم. مثل فرمان اتومبیل که در زمان توقف به سختی حرکت می‌کند، اگر بهمن نیز متوقف شود دیگر حرکت کردن به دلیل تراکم برف، بسیار سخت می‌شود. پس تا توقف بهمن که زمان زیادی هم بطول نمی‌انجامد برای دست و پا زدن فرصت داریم. باید بدانیم که تقلای معقول نجات بخش است. پس از توقف حرکت بهمن با حفظ خونسردی با تلاش رو به بالا حرکت می‌کنیم و اگر جهت را گم کردیم با خارج کردن آب دهان جهت جاذبه زمین و جهت سطح برف را می‌توان تشخیص داد.
خطر مه در کوهستان
بخار آب منطقه در هوای سرد تبدیل به مه می‌شود وجود مه به دو صورت است:
- صبح به‌وجود می‌آید
- غروب به‌وجود می‌آید

مه باعث می‌شود حرکت کند شود، دید محدود شود، گوش و تنفس دچار اشکال می‌شود.
راه‌های مقابله:
- فاصله بین گروه را باید کم کرد بطوری‌که کوله نفر جلویی دیده شود
- ارتفاع سنج و قطب‌نما به همراه داشته باشیم
- افراد به هیچ عنوان نباید متفرق شوند
- پرچم راهنما باید حتماً در طول مسیر راه داشته باشیم

در مه غلیظ از معابر خطرناک نباید حرکت کنیم و در جای خود ثابت بایستیم تا مه برطرف شود در ماه‌های آذر، فروردین، اردیبهشت مه بیشتر تشکیل می‌شود.
خطرات صاعقه در کوهستان
خطرات صاعقه در کوهستان به دو گونه است:
1. برخورد مستقیم آذرخش
2. برق زمینی که در نتیجه تخلیه بار الکتریکی ابرها، تا شعاع معینی سطح زمین و مولکول‌های هوا دارای بار الکتریکی می‌شود.

هر ساله تعداد زیادی از کوهنوردان دچار صاعقه زدگی می‌شوند و براثر صاعقه زدگی یا جان خود را از دست می‌دهند یا دچار آسیب‌های شدید می‌شوند. بسیاری از این حوادث با رعایت نکات ایمنی قابل پیشگیری هستند.
رعایت چند نکته در پیشگیری از صاعقه‌زدگی در بین کوهنوردان بسیار مهم است:
- در صورت امکان با شروع صاعقه در مکان‌های سر پوشیده مانند جان پناه‌ها یا کلبه‌های کوهستانی پناه بگیرید.
- همواره برنامهٔ کوهنوردی را طوری تنظیم کنید که بعد از ساعت ۱۱ صبح در مکان‌های مرتفع نباشید.
- هیچگاه چادر خود را به بلندترین درختان اطراف وصل نکنید.
- در صورت شنیدن صدای رعد حتی با وجود آسمانی صاف، احتمال وقوع صاعقه بسیار زیاد است. سریعاً خود را به مکان امن برسانید.
- وجود ابرهای تیره و افزایش باد خبر از قریب‌الوقع بودن صاعقه است.
- می‌توان از جلیقه‌های ضدصاعقه استفاده نمود.
- در مکان‌های سر پوشیده به در، پنجره و اجسام فلزی نزدیک نشوید.
- دستگاه‌های الکتریکی خود را خاموش کنید.
- طناب‌هایی را که به همراه دارید بخصوص اگر خیس و مرطوب شدند، از خود دور کنید[نیازمند منبع]